# Ӄ
Ӄ (kleingeschrieben ӄ, IPA-Aussprache q) ist ein Buchstabe des kyrillischen Alphabets, bestehend aus einem К mit Haken. Er wird in der chantischen und tschuktschischen Sprache verwendet. 
In der lateinischen Transkription wird dieser Buchstabe als „Kh“ dargestellt.